# Ercé-en-Lamée

Ercé-en-Lamée este o comună în departamentul Ille-et-Vilaine, Franța. În 1 ianuarie 2022 avea o populație de 1.568 de locuitori.